# Negombo Youth SC
El Negombo Youth SC es un equipo de fútbol de Sri Lanka que milita en la Liga Premier de Sri Lanka, la liga de fútbol más importante del país.

## Historia
Fue fundado en el año 1962 en la ciudad de Negombo y han sido campeones de la máxima categoría en 2 ocasiones, ambas en el siglo XXI. También cuentan con 2 títulos de copa.
A nivel internacional iban a participar en la Recopa de la AFC 2001-02, la última edición del torneo, pero abandonaron el torneo cuando iban a enfrentar en la primera ronda al South China AA de Hong Kong.

## Rivalidades
El principal rival del Negombo Youth SC es el Don Bosco SC, equipo de la misma ciudad, en donde juega en Derby de Negombo.

## Palmarés
- Liga Premier de Sri Lanka: 2

2002/03, 2005/06
- Copa de Sri Lanka: 1

2007
- Trofeo Campeón de Campeones: 1

2006

## Participación en competiciones de la AFC
| Temporada | Torneo           | Ronda | Club           | Resultado |
| --------- | ---------------- | ----- | -------------- | --------- |
| 2000/01   | Recopa de la AFC | 1     | South China AA | w.o.1     |

1- Negombo Youth abandonó el torneo.